# روگرو ماریگتی
روگرو ماریگتی (انگلیسی: Ruggero Maregatti; ۱۴ ژوئیهٔ ۱۹۰۵ – ۲۰ اکتبر ۱۹۶۳) ورزشکار دو و میدانی اهل ایتالیا بود.
وی در مسابقات کشوری و بین‌المللی در مجموع برندهٔ ۱ مدال برنز شده‌است.